# Ebenthal, Ganserndorf
Ebenthal là một thị trấn ở huyện Gänserndorf thuộc bang Niederösterreich nước Áo. Đô thị Ebenthal, Ganserndorf có diện tích 18,14 km², dân số năm 2001 là 813 người.